# Жулиан, Антонио Элиас
Анто́нио Эли́ас Жулиа́н (порт.-браз. Antônio Elias Julião; 11 апреля 1929, Сорокаба, по другим данным Пирасикаба — 25 октября 2013, Сан-Паулу) — бразильский футболист и тренер, левый защитник.

## Карьера
Жулиан начал карьеру в клубе «Атлетико Пирасикабано». В 1950 году он перешёл в клуб «Коринтианс», где дебютировал 5 ноября. На следующий год он выиграл вместе с клубом титул чемпионата штата Сан-Паулу. А ещё через год повторил этот успех. Первоначально футболист играл в клубе в полузащите вместе с Идарио и Тогиньей, но после перелома ноги был переведён на левый край обороны. Тогда же в 1952 году футболист участвовал в турне «Коринтианса» по Европе, в котором клуб провёл 32 матча без поражений. В 1953 и 1954 годах защитник отпраздновал победу в турнире Рио-Сан-Паулу. Тогда же он покинул клуб и стал игроком «Линенсе» на правах аренды. Там он провёл полтора года, после чего вернулся в «Коринтианс». Всего за этот клуб футболист провёл, в общей сложности, 251 матч (161 победа, 43 ничьи и 47 поражений) и забил 6 голов. Затем игрок перешёл в клуб «Ботафого» из Рибейран-Прету, где играл со своим братом Бенедито, и завершил карьеру в клубе «Жаботикабал».
В конце жизни Жулиан жил на территории Парк Сан-Жорже. Два с половиной своих последних года от мучался от болезни Альцгеймера. Жулиан умер 25 октября 2013 года. Сын Антонио де Ассис Соуза Жулиан (родился в 1952 году) играл за клубы «Коринтианс», «Ювентус», «Португеза Деспортос», «Палмейрас», «Понтагроссенсе».

## Международная статистика
| Матчи Жулиана за сборную Бразилии | Матчи Жулиана за сборную Бразилии | Матчи Жулиана за сборную Бразилии | Матчи Жулиана за сборную Бразилии | Матчи Жулиана за сборную Бразилии | Матчи Жулиана за сборную Бразилии | Матчи Жулиана за сборную Бразилии |
| --------------------------------- | --------------------------------- | --------------------------------- | --------------------------------- | --------------------------------- | --------------------------------- | --------------------------------- |
| №                                 | Дата                              | Место проведения                  | Оппонент                          | Счёт                              | Голы                              | Турнир                            |
| 1                                 | 24 января 1956                    | Монтевидео                        | Чили                              | 1:4                               | —                                 | Чемпионат Южной Америки           |

## Достижения
- Чемпион штата Сан-Паулу: 1951, 1952
- Победитель Малого Кубка мира: 1953
- Победитель турнира Рио-Сан-Паулу: 1953, 1954
- Победитель международного турнира Чарльза Миллера: 1955